# Городницький скарб

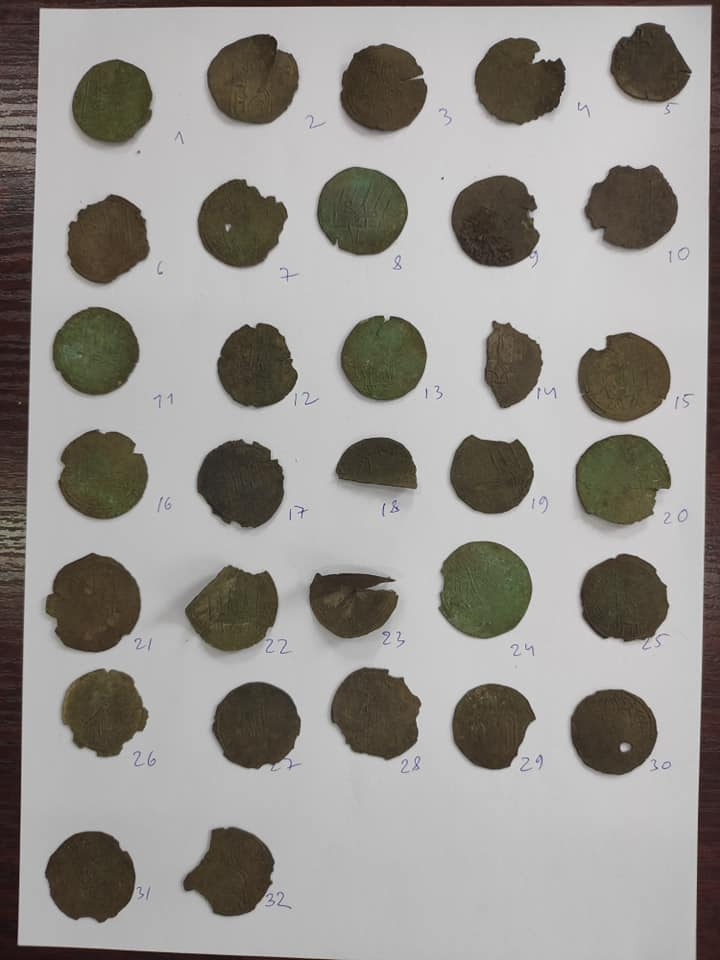
32 срібняки Городницького скарбу, знайдені першими

Городницький скарб — скарб із 38 руськими монетами зі срібла часів великих князів київських Володимира Великого та Святополка Окаянного, знайдений у смт Городниця Житомирської області.

## Вміст скарбу
Скарб містить 38 срібняків, датованих 1000—1019 роками. 32 монети — часів Володимира Великого, решта 6 — часів його пасинка Святополка Окаянного.

## Історія відкриття
Городницький скарб імовірно пролежав у землі близько тисячі років.
Скарб знайшов місцевий рибалка, Сергій Комар, копаючи пісок на цемент на глибині близько 30 см. 27 серпня 2020 про знахідку 32 срібників повідомили історику Олександру Алфьорову, 28 серпня їх було передано у власність держави. З тридцяти двох срібників 27 належало Володимиру Великому та 5 Святополку Окаянному (це прийомний син Володимира).
29 серпня на місце знахідки виїхала група Житомирської археологічної експедиції, яка віднайшла ще шість монет: 5 часів Володимира та 1 часів Святополка.
Триває очищення й реставрація монет у Житомирському краєзнавчому музеї.

## Значення знахідки
Попередню подібну знахідку в Україні було знайдено 1876 року під час будівельних робіт на Вознесенському узвозі в Києві, тоді знайшли 120 монет. Загалом до цієї знахідки було відомо про існування приблизно 400 монет часів Володимира Великого, Святополка Окаянного і Ярослава Мудрого.